# Ceratina neomexicana
Ceratina neomexicana är en biart som beskrevs av Cockerell 1901. Ceratina neomexicana ingår i släktet märgbin, och familjen långtungebin. Inga underarter finns listade i Catalogue of Life.